# Francisco de Altolaguirre
Francisco José de Altolaguirre (Buenos Aires, Virreinato del Perú, 16 de septiembre de 1741-Recoleta, Buenos Aires, Virreinato del Río de La Plata, 2 de noviembre de 1794) fue un destacado fraile franciscano recoleto y profesor criollo, hijo de españoles.

## Biografía
Fue un padre Franciscano Recoleto, Sacerdote, bautizado el 24 de septiembre de 1741 y ordenado sacerdote en 1763. Antes de la profesión solemne, tal como manda la Regla, otorgó testamento el 14 de junio de 1762. En él, pidió ser sepultado en el convento donde estuviere al momento de su muerte; designó herederos a sus padres y por fallecimiento de ambos, a su hermana Tomasa de Altolaguirre; si esta hubiere premuerto, a sus herederos y si no hubiese herederos, a sus hermanos. También legó $ 300 para comprar un vestido a la imagen de Nuestra Señora de los Dolores y un frontal para el altar del Señor de la Paciencia, que se veneraban en la iglesia del Pilar.
En ocasión de la expulsión de los jesuitas, sus superiores lo enviaron a Córdoba para hacerse cargo de la Cátedra de filosofía, que ocupó hasta 1772, cuando dejó la Universidad para acompañar al Obispo al Concilio Provincial de Chuquisaca, como teólogo consultor. 
A los 32 años fue nombrado Guardián de su convento y en 1776 fue nombrado Custodio de su Provincia franciscana. Con ese motivo fue a Europa para asistir al Capítulo General de su Orden. Desde España envió libros y reliquias para los conventos franciscanos del Río de la Plata. Se dice que Carlos III le regaló para su iglesia del Pilar el altar de las reliquias y las imágenes de San Pedro de Alcántara y del Santo Cristo. La tradición cuenta que de este viaje fray Francisco trajo semillas de varias plantas y los esquejes de los primeros olivos que se plantaron en Buenos Aires. Algunas de esas plantas se plantaron en las chacras de su hermano el funcionario, agrónomo y botánico criollo Martín José de Altolaguirre, y otros de esos gajos fue a parar a la chacra de Manuel de Basavilvaso, luego de Azcuénaga, en la Costa Norte de los Montes Grandes, hoy Olivos.
En 1784 fray Francisco fue a tomar a su cargo el convento de San Miguel de Carcarañó que fuera de los jesuitas, convirtiéndolo en el Colegio de San Carlos (más tarde de San Lorenzo). En los años siguientes en su calidad de Visitador General de la Provincia de la Asunción lo encontramos trajinando de convento en convento. En 1786 celebró bajo su presidencia el Capítulo Provincial de la Orden en el Convento de la Recoleta.

## Director del Colegio San Carlos
Cuando fray Juan Matud, comisario de las misiones seráficas en Santa Fe, pide a la Junta de Temporalidades de Buenos Aires que se destine quince religiosos de su orden a la iglesia y casa de San Miguel. Al intento de hacerse más persuasivo, el padre Matud recalca que por sus reglas estos hijos de San Francisco deben salir todos los años a hacer misiones no sólo en las ciudades y pagos de los cristianos, sino también a entrar en tierras de los gentiles para predicarles la fe católica y apartarlos de sus errores.
Como fruto de estas arduas tramitaciones, años después, el comisario general de Indias, fray Manuel de la Vega, hacía saber que Carlos III, por decreto del 21 de febrero de 1780, había erigido un colegio apostólico o casa de San Miguel en el Carcarañal. La toma de posesión del ya nuevo colegio de San Carlos corrió por cuenta del padre Francisco Altolaguirre, hijo de Buenos Aires, hombre que gozó de alta estima dentro de la orden y de la sociedad bonaerense. Esto acaeció el 27 de julio de 1786, a la vista de numeroso concurso, atraído por la presencia de tantos religiosos y, más todavía, por el respeto que se sentía en estas tierras por el hábito del Pobrecito de Asís.
Así el Padre Francisco de Altolaguirre con diez sacerdotes y tres legos venidos desde Chile, dio comienzo a la vida monástica en el Convento de San Carlos, en San Lorenzo, hoy Provincia de Santa Fe.
El Convento de San Carlos es recordado en la historia argentina cuando el 3 de febrero de 1813 fue empleado por las tropas del entonces Coronel de Caballería José de San Martín para albergarse antes del combate de San Lorenzo, el primer enfrentamiento en la Guerra de Independencia Argentina y único combate librado por San Martín en lo que hoy es suelo argentino.
Cerró sus ojos para encontrarse con su creador el día 24 de septiembre de 1741 en la Basílica Nuestra Señora del Pilar de Buenos Aires donde se encuentra sepultado bajo el pavimento de la Capilla y altar de las reliquias en la entrada de la iglesia.

## El árbol más viejo de Buenos Aires
El "Gomero de Recoleta" es una celebridad de la Ciudad de Buenos Aires, de una especie oriunda de la India. Para algunos investigadores, lo plantaron los Padres Recoletos -de ellos viene el nombre del barrio- y para otros, el fray Francisco de Altolaguirre se lo regaló en el siglo XVIII a su hermano Martín José de Altolaguirre, quien tenía una quinta en la zona (Chacra Los Tapiales) y solía experimentar con cultivos. Hay otras hipótesis que apuntan a las casonas alejadas del centro, en aquel siglo, cuando este coqueto barrio era orillero, campo y campo, ni siquiera arrabal.
Quienes abonan la teoría de que lo plantó Altolaguirre se basan en que, hacia 1790, el hermano del fraile era dueño de una gran chacra que estaba sobre las barrancas del río Matanza-Riachuelo. Como era agrónomo, allí existían olivos, árboles frutales y plantaciones de cáñamo y lino. Justamente, este último cultivo fue el que le permitió realizar los primeros ensayos textiles, en lo que sería una especie de estación agropecuaria experimental en la Ciudad. Cuentan que el hermano de Francisco Altolaguirre, Martín, era muy amigo del entonces joven abogado Manuel Belgrano, quien apoyó su proyecto desde su cargo de primer secretario del Consulado de Comercio de Buenos Aires.